# Phreatodrobia micra
Phreatodrobia micra är en snäckart som först beskrevs av Henry Augustus Pilsbry och James Henry Ferriss 1906.  Phreatodrobia micra ingår i släktet Phreatodrobia och familjen tusensnäckor. Inga underarter finns listade i Catalogue of Life.